# Freie Turnerschaft Braunschweig
Koordinaten: 52° 15′ 57,5″ N, 10° 33′ 10,3″ O
Freie Turnerschaft Braunschweig, gelegentlich auch Neue Freie Turnerschaft, ist ein Sportverein aus Braunschweig. Die erste Fußballmannschaft spielte 14 Jahre in der höchsten niedersächsischen Amateurliga, bevor sie 2014 erstmals in die Regionalliga Nord aufstieg.

## Geschichte
Die Freie Turnerschaft Braunschweig wurden ursprünglich am 2. September 1903 als Arbeiterturnverein gegründet. Durch den Kauf des Sportparks Richmond an der Salzdahlumer Straße im Jahre 1929 geriet der Verein in eine finanzielle Krise, an dessen Ende der Club am 7. Januar 1933 aus dem Vereinsregister gestrichen wurde. Zwei Wochen später wurde als Nachfolger der Freie Sportverein Braunschweig gegründet, der am 30. März 1933 von den Nationalsozialisten verboten wurde. Nach dem Zweiten Weltkrieg traten ehemalige FTB-Mitglieder dem neu gegründeten TSV Braunschweig bei. Als die Mitglieder von Eintracht Braunschweig dem Verein beitraten, wurde die Freie Turnerschaft Braunschweig neu gegründet. Grund dafür war die Nähe der Eintracht zum Naziregime. Neue sportliche Heimat des Vereins wurde der Prinz-Albrecht-Park im Stadtteil Östliches Ringgebiet.

## Fußball
Im Jahre 1949 zählte FTB zu den Gründungsmitgliedern der drittklassigen Amateurliga 4. Nach der Vizemeisterschaft von 1951 wurden die Turner ein Jahr später Meister und schafften in der Aufstiegsrunde den Sprung in die Amateuroberliga Niedersachsen-Ost. Am 31. August 1952 trafen die Freien Turner auf den Lokalrivalen Eintracht und verloren vor 7000 Zuschauern mit 0:3. Zwei Jahre später stieg FTB wieder in die Amateurliga ab, wo die Mannschaft bis zur Auflösung der Liga 1964 zumeist in der oberen Tabellenhälfte zu finden war. Es folgten zwölf Jahre in der viertklassigen Verbandsliga Ost, wo der Verein ebenfalls zumeist im gehobenen Mittelfeld die jeweiligen Spielzeiten abschloss.
Nach fast 20 Jahren auf Bezirksebene stieg FTB 1994 in die Landesliga Braunschweig auf und schaffte 1997 nach einem 4:1-Sieg im Entscheidungsspiel gegen die zweite Mannschaft des Lüneburger SK den Sprung in die Niedersachsenliga. Der Klassenerhalt wurde zwar verpasst, jedoch kehrten die Freien Turner bereits im Jahre 2000 in die Niedersachsenliga zurück. Im Jahre 2003 konnte die Vizemeisterschaft hinter dem SSV Vorsfelde gefeiert werden. Erst Ende der 2000er Jahre zeigte die Leistungskurve nach unten und im Jahre 2010 verpasste die Mannschaft als Dreizehnter die Qualifikation für die eingleisige Oberliga Niedersachsen. Nach drei Spielzeiten in der Landesliga Braunschweig kehrte FTB 2013 in die Oberliga zurück.
Am 21. April 2014 erreichten die Turner durch einen 1:0-Sieg gegen den VfB Oldenburg das Finale des Niedersachsenpokals und qualifizierten sich damit gleichzeitig erstmals für die 1. Hauptrunde des DFB-Pokals, in dem man gegen den Bundesligisten 1. FC Köln antrat und 0:4 verlor. Das Halbfinale wurde vor 6350 Zuschauern im Braunschweiger Eintracht-Stadion ausgetragen. Das anschließende, für die Teilnahme am DFB-Pokal bedeutungslose, Finale verloren die Freien Turner mit 1:2 gegen den BSV Rehden.
Die Oberligasaison 2013/14 schloss die Mannschaft als Vizemeister ab und qualifizierte sich für die Aufstiegsrunde zur Regionalliga Nord, in der FTB auf den VfB Lübeck und den Bremer SV traf. Nach einer 1:5-Niederlage in Lübeck und einem 4:0-Heimsieg gegen Bremen belegten die Freien Turner den 2. Platz in der Aufstiegsrunde, was zum erstmaligen Aufstieg in die viertklassige Regionalliga Nord reichte. Dort war die Mannschaft jedoch chancenlos und stieg als abgeschlagener Tabellenletzter wieder ab. Tiefpunkt der Saison war eine 0:10-Heimniederlage gegen die zweite Mannschaft des Hamburger SV. 2017 mussten die Braunschweiger dann in die Landesliga runter und schafften zwei Jahre später den Wiederaufstieg. Im Jahre 2023 folgte der nächste Abstieg in die Landesliga.

### Erfolge
- Aufstieg in die Regionalliga Nord: 2014
- Aufstieg in die Oberliga Niedersachsen: 2013
- Aufstieg in die Amateuroberliga Niedersachsen: 1952
- Qualifikation für den DFB-Pokal 2014/15
- Meister Landesliga Braunschweig: 2000, 2013, 2019

## Basketball
Die Basketballabteilung gründete 1978 eine Spielgemeinschaft mit dem MTV Braunschweig, die bis in die erste Basketball-Bundesliga aufstieg. Im Jahr 2000 gab man die Lizenz an eine Profisport-GmbH weiter, die inzwischen unter dem Namen Basketball Löwen Braunschweig in der höchsten Spielklasse antritt. Die SG Braunschweig selbst spielte im Anschluss lange Zeit zweitklassig. Seit der Zusammenführung der regionalen Divisionen der 2. Basketball-Bundesliga 2007 in Pro A und Pro B spielt man als Spot Up Medien Baskets Braunschweig in der drittklassigen Pro B.

## Persönlichkeiten
- Justin Eilers
- Marc Pfitzner
- Werner Thamm
- Damir Vrančić